# Syngamia
Syngamia – proces zapłodnienia w rozmnażaniu płciowym u roślin i grzybów, polegający  na łączeniu się gamet. Obejmuje on zlewanie się cytoplazmy obydwu gamet (plazmogamia) oraz łączenie się ich jąder (kariogamia). 
U grzybów wyższych syngamia odbywa się w dwóch etapach – najpierw w wyniku plazmogamii powstają dwujądrowe komórki, które dzieląc się dają początek dwujądrowej grzybni, a zlanie się jąder zachodzi dopiero po szeregu podziałach komórkowych.
Ze względu na rodzaj łączących się gamet rozróżniamy: 
- izogamię – gdy gamety nie różnią się wielkością ani budową,
- anizogamię – gdy gamety różnią się wielkością, a zwykle też kształtem i budową; gamety żeńskie stają się mniej ruchliwe i większe niż gamety męskie. Najczęściej występującym rodzajem anizogamii jest oogamia – gameta żeńska jest duża i nieruchoma (komórka jajowa), a gameta męska (plemnik) mała, zaopatrzona w wici, dzięki którym może aktywnie się poruszać.